# Тетива (анатомија)
Тетива (лат. tendo) јесте везивно ткивни део мишића који га повезује са кости. Изузетак су средње тетиве, две или више у трбушним мишићима, које повезују мишић или његову везу са мишићном овојницом (фасцијом), у виду омотача или корица.
Тетиве су мека ткива која повезују мишиће са костима. Направљене су од колагена и еластина, не скупљају се, јаке су и чврсте. Њихова снага им омогућава да приме и испоруче јаку силу и тако  помогну телу да се креће. 
Ахилова тетива је најјача тетива у људском телу, која је толико јака да може да издржи оптерећење од једне тоне.

## Структура
Тетива је направљена од густог правилног везивног ткива, чије су главне ћелијске компоненте специјални фибробласти који се називају тетивне ћелије (теноцити). Ћелије тетива синтетишу екстрацелуларни матрикс тетива, који обилује густо збијеним колагеним влакнима. Колагенска влакна иду паралелно једно са другим и групишу се у снопове. Сваки сноп је везан ендотендинеумом, лабавим везивним ткивом које садржи танке колагене фибриле и еластична влакна. Скуп снопова је везан епитеноном, који је омотач од густог неправилног везивног ткива. Цела тетива је затворена омотачем тетиве. Простор између омотача и тетивног ткива испуњен је паратеноном, масним ареолним ткивом. Нормалне здраве тетиве су причвршћене за кост помоћу Шарпејевих влакана.

### Екстрацелуларног матрикса
Суву масу нормалних тетива, око 30-45% њихове укупне масе, чине:
60-85% колагена
- 60-80% колагена I
- 0-10% колагена III
- 2% колагена IV
- мале количине колагена V, VI и других

15-40% неколагених компоненти екстрацелуларног матрикса
- 3% олигомерни протеин матрикса хрскавице,
- 1-2% еластина,
- 1-5% протеогликана,
- 0,2% неорганских компоненти као што су бакар, манган и калцијум.[7][8][9][10]

Иако је већина колагена тетива колаген типа I, присутни су многи мањи колагени који играју виталну улогу у развоју и функцији тетива. То укључује колаген типа II у хрскавичним зонама, колаген типа III у ретикулинским влакнима васкуларних зидова, колаген типа IX, колаген типа IV у базалним мембранама капилара, колаген типа V у васкуларним зидовима и колаген типа X у минерализована влакнаста хрскавица близу границе са кости.

### Ултраструктура и синтеза колагена
Колагенска влакна се спајају у макроагрегате. Након секреције из ћелије, цепљене проколагенским Н- и Ц-протеазама, молекули тропоколагена се спонтано склапају у нерастворљиве фибриле. Молекул колагена је дугачак око 300 нм и широк 1–2  nm, а пречник влакана која се формирају може да се креће од 50–500  nm. У тетивама, фибриле се затим даље склапају и формирају фасцикуле, дужине око 10 mm са пречником од 50–300 μm, и на крају у тетивно влакно пречника 100–500 μm.
Колаген у тетивама се држи заједно са компонентама протеогликана (једињење које се састоји од протеина везаног за групе гликозаминогликана, присутних посебно у везивном ткиву), укључујући декорин и, у компримованим деловима тетива, агрекан, који су способни да се вежу за влакна колагена на одређеним локацијама. Протеогликани су испреплетени са колагеним влакнима – њихови бочни ланци гликозаминогликана (ГАГ) имају вишеструке интеракције са површином фибрила – што показује да су протеогликани важни структурно у међусобном повезивању фибрила.
Главне гликозаминогликантна компоненте тетиве су дерматан сулфат и хондроитин сулфат, који се повезују са колагеном и укључени су у процес склапања фибрила током развоја тетива. Сматра се да је дерматан сулфат одговоран за формирање асоцијација између фибрила, док се за хондроитин сулфат сматра да је он више укључен у заузимање запремине између фибрила како би их држао одвојене и помогао да издрже деформацију. Бочни ланци декорина дерматан сулфата агрегирао у раствору, што може помоћи у склапању колагених влакана. Када су молекули декорина везани за колагенско влакно, њихови ланци дерматан сулфата се могу проширити и повезати са другим ланцима дерматан сулфата на декорину који је везан за раздвајање фибрила, стварајући тако интерфибриларне мостове и на крају изазивајући паралелно поравнање фибрила.

### Теноцити
Теноцити производе молекуле колагена, који се агрегирају с краја на крај и са стране на страну да би произвели колагене фибриле. Снопови фибрила су организовани тако да формирају влакна са издуженим теноцитима који су уско збијени између њих. Постоји тродимензионална мрежа ћелијских процеса повезаних са колагеном у тетиви. Ћелије комуницирају једна са другом преко спојева, а ова сигнализација им даје могућност да детектују и реагују на механичко оптерећење. Ове комуникације се у суштини одвијају помоћу два протеина: конексина 43, који је присутан тамо где се процеси ћелије сусрећу и у ћелијским телима, конексин 32, присутан само тамо где се процеси сусрећу.
Крвни судови се могу визуализовати унутар ендотендона који иду паралелно са колагеним влакнима, са повременим гранањем попречних анастомоза.
Сматра се да унутрашњи део тетиве не садржи нервна влакна, али епитенон и паратенон садрже нервне завршетке, док су Голџијеви тетивни органи присутни на миотендинозном споју између тетиве и мишића.
Дужина тетива варира у свим главним групама и од особе до особе. Дужина тетиве је, у пракси, одлучујући фактор у погледу стварне и потенцијалне величине мишића. На пример, ако су сви остали релевантни биолошки фактори једнаки, мушкарац са краћим тетивама и дужим мишићем бицепса имаће већи потенцијал за мишићну масу од човека са дужом тетивом и краћим мишићем. Успешни бодибилдери ће генерално имати краће тетиве. Насупрот томе, у спортовима који захтевају од спортиста да се истичу у активностима као што су трчање или скакање, корисно је имати дужу од просечне Ахилову тетиву и краћи мишић листа.
Дужина тетива је одређена генетском предиспозицијом и није доказано да се повећава или смањује као одговор на окружење, за разлику од мишића који се могу скратити траумом, дисбалансом употребе и недостатком опоравка и истезања. Поред тога, тетиве омогућавају мишићима да буду на оптималној удаљености од места где активно учествују у покрету, пролазећи кроз регионе где је простор премиум, као што је карпални тунел.

## Функција
Традиционално се сматрало да су тетиве механизам којим се мишићи повезују са костима, као и сами мишићи, функционишући да преносе силе. Ова веза омогућава тетивама да пасивно модулирају силе током локомоције, пружајући додатну стабилност без активног рада. Међутим, током протекле две деценије, многа истраживања су се фокусирала на еластична својства неких тетива и њихову способност да функционишу као опруге. Нису све тетиве обавезне да обављају исту функционалну улогу, при чему неки претежно позиционирају удове, као што су прсти приликом писања (позиционе тетиве), а други делују као опруге да би локомоција била ефикаснија (тетиве за складиштење енергије). Тетиве за складиштење енергије могу да складиште и поврате енергију уз високу ефикасност. На пример, током људског корака, Ахилова тетива се протеже док се скочни зглоб савија. Током последњег дела корака, док се стопало савија (упире прсте надоле), ослобађа се ускладиштена еластична енергија. Штавише, пошто се тетива растеже, мишић је у стању да функционише са мање или чак без промене дужине, омогућавајући мишићу да генерише више силе.
Механичка својства тетиве зависе од пречника и оријентације колагених влакана. Колагенске фибриле су паралелне једна са другом и тесно збијене, али показују таласаст изглед због равних таласа, или набора, на скали од неколико микрометара. У тетивама, колагенска влакна имају одређену флексибилност због одсуства остатака хидроксипролина и пролина на одређеним локацијама у секвенци аминокиселина, што омогућава формирање других конформација као што су кривине или унутрашње петље у трострукој спирали и резултира развојем цримпс. Набори у колагеним влакнима омогућавају тетивама одређену флексибилност као и ниску компресивну крутост. Поред тога, пошто је тетива вишеланчана структура састављена од многих делимично независних фибрила и фасцикула, она се не понаша као један штап, а ово својство такође доприноси њеној флексибилности.
Протеогликанске компоненте тетива су такође важне за механичка својства. Док колагена влакна дозвољавају тетивама да се одупру затезном напрезању, протеогликани им омогућавају да се одупру притиску на притисак. Ови молекули су веома хидрофилни, што значи да могу да апсорбују велику количину воде и стога имају висок степен бубрења. Пошто су нековалентно везани за фибриле, могу се реверзибилно удружити и одвојити тако да се мостови између фибрила могу сломити и реформисати. Овај процес може бити укључен у омогућавање фибрила да се издужи и смањи у пречнику под затезањем. Међутим, протеогликани такође могу имати улогу у затезним својствима тетива. Структура тетива је заправо влакнасти композитни материјал, изграђен као низ хијерархијских нивоа. На сваком нивоу хијерархије, колагенске јединице су повезане или унакрсним везама колагена, или протеогликанима, да би се створила структура која је веома отпорна на затезно оптерећење. Показало се да су издужење и напрезање само колагених влакана много нижи од укупног издужења и напрезања целе тетиве под истом количином стреса, што показује да матрикс богат протеогликаном такође мора да прође деформацију и укрућење матрица се јавља при високим стопама деформација. Ова деформација неколагеног матрикса се дешава на свим нивоима хијерархије тетива, а модулацијом организације и структуре ове матрице могу се постићи различите механичке особине које захтевају различите тетиве. Показало се да тетиве за складиштење енергије користе значајне количине клизања између фасцикула како би омогућиле карактеристике високог напрезања које су им потребне, док се позиционе тетиве више ослањају на клизање између колагених влакана и фибрила. Међутим, недавни подаци сугеришу да тетиве за складиштење енергије такође могу садржати везице које су уврнуте, или спиралне, по природи – аранжман који би био веома користан за обезбеђивање опружног понашања које је потребно у овим тетивама.

### Биомеханика
Тетиве су вискоеластичне структуре, што значи да показују и еластично и вискозно понашање. Када се истегну, тетиве показују типично понашање меког ткива. Крива сила-екстензија, или крива напрезање-деформација, почиње са веома ниским регионом крутости, пошто се структура набора исправља и колагена влакна се поравнавају што сугерише негативан Поасонов однос у влакнима тетиве. У скорије време, тестови спроведени ин виво (путем МРИ) и екс виво (путем механичког тестирања различитих ткива и кадаверичних тетива) показала су да су здраве тетиве веома анизотропне и да показују негативан Поасонов однос (ауксетичан) у неким равнима када се истегну до 2% дуж њихове дужине, односно унутар њиховог нормалног опсега кретања.
Механичка својства тетива веома варирају, пошто су усклађена са функционалним захтевима тетива. 
Тетиве за складиштење енергије имају тенденцију да буду еластичније или мање круте, тако да могу лакше складиштити енергију, док чвршће позиционе тетиве имају тенденцију да буду мало више вискоеластичне и мање еластичне, тако да могу да пруже бољу контролу кретања. Типична тетива за складиштење енергије ће отказати при напрезању од око 12-15% и напрезању у подручју од 100-150 МПа, иако су неке тетиве знатно растегљивије од ове, на пример, површински дигитални флексор код коња, који се растеже у вишак од 20% у галопу.
Позиционе тетиве могу отказати при напрезању од 6-8%, али могу имати модулацију у подручју од 700-1000 МПа.
Неколико студија је показало да тетиве реагују на промене у механичком оптерећењу процесима раста и ремоделирања, слично као и кости. Конкретно, студија је показала да је некоришћење Ахилове тетиве код пацова довело до смањења просечне дебљине снопова колагених влакана који чине тетиву. Код људи, експеримент у којем су људи били подвргнути симулираној микрогравитационој средини открио је да се крутост тетива значајно смањила, чак и када су субјекти морали да изводе вежбе отпора. Ови ефекти имају примену у различитим областима у распону од лечења пацијената прикованих за кревет до дизајнирања што ефикаснијих вежби за астронауте.

## Патологија
Због слабог снабдевања крвљу, опоравак повређене тетиве траје дуго. Код повреда тетива разликујемо упале, истегнуће и руптуре. Упала је узрокована прекомерним оптерећењем одређене тетиве,  честосе  сусрећу у јкинилкој пракси и укључује упалу Ахилове тетиве, ИТБ синдром, итд. 
Натегнуће тетиве је заправо делимична руптура која се може лечити, док потпуна руптура може довести до трајног поремећаја кретања.